# Što je žena?
Što je žena? (eng. What is a woman?), američki je dokumentarni film iz 2022. o rodnim i transrodnim pitanjima koji predstavlja politički komentator Matt Walsh. Film je objavila platforma The Daily Wire, a režirao ga je Justin Folk. U filmu, Walsh pita razne ljude „Što je žena?”. 
Film je objavljen pretplatnicima The Daily Wirea 1. lipnja 2022. Walshova turneja kako bi prikazao film u sveučilišnim kampusima izazvala je prosvjede. U lipnju 2023. film je dobio dodatnu pozornost kada ga je Elon Musk promovirao na Twitteru.

## Sadržaj
U filmu se Walsh pita „Što je žena?” i povezana pitanja raznim ljudima. Raspravlja o temama kao što su: operacija promjene spola, blokatori puberteta, transrodni mladi i transrodni sportaši u ženskom sportu.
Intervjuirani su političari, pedijatrica, profesorica rodnih studija, psihijatrica, obiteljska i bračna terapeutkinja koja afirmira rod, transrodna osoba koja se protivi medicinskoj tranziciji za maloljetnike, kirurg specijaliziran za kirurgiju promjene spola, otac 14-godišnjeg transrodnog dječaka i kanadski pisac i psiholog Jordan Peterson. Walsh također raspravlja o nebinarnim i transrodnim konceptima s plemenom Maasai u Keniji, a film prikazuje homoseksualca koji prakticira javnu golotinju u San Franciscu.
U jednom segmentu film prikazuje Walshov govor tijekom sastanka školskog odbora okruga Loudoun u Virginiji (on je iz Tennesseeja). Sastanak je sazvan kako bi se osigurala platforma za ljude da izraze svoje stavove o politici 8040, koja upućuje članove osoblja na korištenje željenih zamjenica (eng. preferred pronouns) zamjenice transrodnih učenika i dozvolu pristupa školskim objektima koji odgovaraju njihovom rodnom identitetu. Tijekom svog govora, Walsh oštro kritizira odbor, rekavši: „Svi ste vi zlostavljači djece. Vi lovite zbunjenu djecu i indoktrinirate ih u svoj suludi ideološki kult, kult koji ima mnogo fanatičnih stajališta, ali nijedan nije toliko poremećen kao ideja da su dječaci djevojčice i da su djevojčice dječaci."